# Крук Іван Маркович
Іван Марковіч Крук (1861 — ?) — селянський депутат I Державної думи від Подільської губернії.

## Біографія
Православний українець, селянин села Полянецького Балтського повіту.
Початкову освіту здобув удома. Грамотний. Займався землеробством.
У 1906 був обраний в I Державну думу від загального складу виборщиків Подільського губернських виборчих зборів. Входив до групи безпартійних. У думських комісіях не брав участі. Подальша доля невідома.